# Prunus webbii
Prunus webbii — вид квіткових рослин з родини трояндових (Rosaceae). Ареал охоплює такі країни: Албанія, Болгарія, Хорватія, Греція (Крит, материкова частина, Східні Егейські острови), Італія (материкова частина, Сицилія), Чорногорія, Північна Македонія, Іспанія, Туреччина.

## Середовище
Зустрічається на кам'янистих місцях, на узбіччях доріг, межах полів та в садах.

## Біоморфологічна характеристика
У Греції цей вид росте як кущ або дерево заввишки приблизно 8 метрів. Насіння надзвичайно гірке.

## Використання
Prunus webbii є диким родичем сливи домашньої (P. domestica), терну звичайного (P. spinosa) та черешні звичайної (P. avium). Вид також належить до первинного генофонду мигдалю (P. dulcis) та вторинного генофонду персика (P. persica), тому має потенціал для використання як донор генів для покращення сільськогосподарських культур. 